# Birgit Treiber
Birgit Treiber (Oschatz, 26 febbraio 1960) è un'ex nuotatrice tedesca orientale.

## Carriera
Fortemente specializzata nel dorso, annovera nel proprio palmarès un oro, due medaglie d'argento e una di bronzo ai Giochi Olimpici, una medaglia d'oro conquistate ai campionati mondiali e tre medaglie d'oro agli europei.

## Palmarès
- Giochi olimpici estivi

Montreal 1976: argento nei 100m e 200m dorso.
Mosca 1980: bronzo nei 200m dorso.
- Mondiali

Cali 1975: oro nei 200m dorso e argento nei 100m dorso.
Berlino 1978: argento nei 100m dorso, nei 200m dorso e nella 4x100m misti.
- Europei

Jönköping 1977: oro nei 100m dorso, 200m dorso e 4x100m misti.
- Campionati europei giovanili di nuoto

Ginevra 1975: oro nei 100m, 200m dorso e nei 200m misti.